# Sundridge with Ide Hill
Sundridge with Ide Hill är en civil parish i grevskapet Kent i sydöstra England. Den ligger i distriktet Sevenoaks och utgörs av orterna Sundridge samt Ide Hill. Civil parishen hade 1 943 invånare vid folkräkningen år 2021.